# Jalna (huyện)
Huyện Jalna là một huyện thuộc bang Maharashtra, Ấn Độ. Thủ phủ huyện Jalna đóng ở Jalna. Huyện Jalna có diện tích 7718 ki lô mét vuông. Đến thời điểm năm 2001, huyện Jalna có dân số 1612357 người.